# منطقة هايلبرون
منطقة هايلبرون (بالألمانية: Landkreis Heilbronn)‏ هي منطقة ريفية في بادن فورتمبيرغ، في ألمانيا، تقع في Stuttgart (region) ‏، بلغ عدد سكانها 324,543  نسمة وذلك حسب إحصائيات سنة 2014، عاصمتها هايلبرون، تبلغ مساحتها 1,099.95 كيلومتر مربع، و1,099.93 كيلومتر مربع.

## الموقع
تشترك في الحدود مع:
- منطقة إنتس
  - Hohenlohe (district) [الإنجليزية]‏
  - هايلبرون
  - Neckar-Odenwald-Kreis [الإنجليزية]‏
  - Schwäbisch Hall (district) [الإنجليزية]‏
  - منطقة راين نيكار  [لغات أخرى]‏
  - مقاطعة ريمس مور
  - Ludwigsburg (district) [الإنجليزية]‏
  - Karlsruhe (district) [الإنجليزية]‏.

## التقسيمات الإدارية
- باد فرديريش شال
- باد رابناو
- باد فيمبفن
- بايلشتاين
- براكنهايم
- إبينغن
- غوغلينغن
- غوندلزهايم بادن وورتمبرغ
- لاوفن آم نيكار
- لوفنشتاين
- موكمول
- نيكارسولم
- نويدناو
- نوينشتات آم كوخر
- شفايغرن
- فاينزبرغ
- فيدرن
- Abstatt [الإنجليزية]‏
- Cleebronn [الإنجليزية]‏
- Eberstadt [الإنجليزية]‏
- Ellhofen [الإنجليزية]‏
- Erlenbach, Baden-Württemberg [الإنجليزية]‏
- Flein [الإنجليزية]‏
- Gemmingen [الإنجليزية]‏
- Hardthausen am Kocher [الإنجليزية]‏
- Ilsfeld [الإنجليزية]‏
- Ittlingen [الإنجليزية]‏
- Jagsthausen [الإنجليزية]‏
- Kirchardt [الإنجليزية]‏
- Langenbrettach [الإنجليزية]‏
- Lehrensteinsfeld [الإنجليزية]‏
- Leingarten [الإنجليزية]‏
- Massenbachhausen [الإنجليزية]‏
- Neckarwestheim [الإنجليزية]‏
- Nordheim, Baden-Württemberg [الإنجليزية]‏
- Obersulm [الإنجليزية]‏
- Oedheim [الإنجليزية]‏
- Offenau [الإنجليزية]‏
- Pfaffenhofen, Baden-Württemberg [الإنجليزية]‏
- Roigheim [الإنجليزية]‏
- Siegelsbach [الإنجليزية]‏
- Talheim, Heilbronn [الإنجليزية]‏
- Untereisesheim [الإنجليزية]‏
- Untergruppenbach [الإنجليزية]‏
- Wüstenrot [الإنجليزية]‏
- Zaberfeld [الإنجليزية]‏.